# Evgheni Kulikov
Evgheni Kulikov (n. 25 mai 1950, Bogdanovici⁠(d), RSFS Rusă, URSS) este un patinator de viteză ce a reprezentat Uniunea Republicilor Sovietice Socialiste, medaliat olimpic. A participat la 2 ediții ale Jocurilor Olimpice (1976, 1980) în care a câștigat două medalii de aur.